# Plancktemperatuur
De plancktemperatuur, vernoemd naar de Duitse natuurkundige Max Planck, is een eenheid van temperatuur genoteerd als TP. Over het algemeen geven de Planckeenheden de grenzen weer van de kwantummechanica. De plancktemperatuur is de hoogste temperatuur denkbaar, het is de temperatuur waarvan wordt gezegd dat zwarte gaten verdampen en waarmee het heelal is begonnen en vandaar weer is afgekoeld volgens de huidige kosmologie. De plancktemperatuur is de temperatuur zoals die was 5 × 10−44 seconden na de Big Bang.
De formule voor deze temperatuur luidt:
{\displaystyle T_{\text{P}}={\frac {m_{\text{P}}c^{2}}{k}}={\sqrt {\frac {\hbar c^{5}}{Gk^{2}}}}\approx }
1,41679(11) × 1032 K
waarin:
- mP de planckmassa,
- c de lichtsnelheid in vacuüm,
- ℏ de gereduceerde constante van Planck of ook wel de constante van Dirac,
- k de constante van Boltzmann en
- G de gravitatieconstante is.